# Living Like a Runaway
Living Like a Runaway è l'ottavo album di Lita Ford, pubblicato nel giugno del 2012 per l'etichetta discografica SPV/Steamhammer.
L'album, scritto e prodotto assieme al chitarrista Gary Hoey, segna un ritorno alle sonorità dei primi dischi con l'abbandono dell'elettronica che ha caratterizzato il precedente lavoro Wicked Wonderland, realizzato in collaborazione all'ex marito Jim Gillette. A questo proposito Lita ha dichiarato che per il nuovo album ha tratto ispirazione proprio dal suo brutto divorzio che ha avuto nel 2011.

## Tracce
1. "Branded" (Lita Ford, Gary Hoey) - 3:47
2. "Hate" (Ford, Michael Dan Ehmig, Hoey) - 3:55
3. "The Mask" (Ford) - 4:09
4. "Living Like a Runaway" (Ford, Ehmig, Hoey) - 4:47
5. "Relentless" (Ford) - 3:48
6. "Mother" (Ford) - 2:55
7. "Devil in My Head" (Ford, Ehmig, Hoey) - 5:22
8. "Asylum" (Ford, Hoey) - 4:34
9. "Luv 2 Hate U" (Ford, Ehmig, Hoey) - 3:45
10. "A Song to Slit Your Wrists By" (Nikki Sixx, David Darling) - 3:54 (58 cover)
11. "Boiling Point" (Ford, Ehmig) - 4:09 (iTunes bonus track)
12. "Bad Neighborhood" (Ford, Doug Aldrich) (digipak bonus track) - 3:43
13. "The Bitch Is Back" (Elton John, Bernie Taupin) - 3:39 (digipak bonus track, cover di Elton John)

## Formazione
- Lita Ford - voce, chitarra, tastiere
- Gary Hoey - basso, chitarra, tastiere, voce nel brano "Love 2 Hate U"
- Matt Scurfield - batteria
- Doug Aldrich - chitarra nel brano "Bad Neighborhood"